# Grégoire Kayibanda
Grégoire Kayibanda (Tare (Ruanda), 1 de maig de 1924 - 15 de desembre de 1976) va ser el primer escollit i segon president de Ruanda. Va dirigir la lluita de Ruanda per la independència de Bèlgica i va substituir la monarquia tutsi per una forma republicana de govern. Va afirmar el poder majoritari hutu.

## Antecedents
Grégoire Kayibanda era originari del sud del país i era Hutu. El 1943 ingressà al seminari de Kabgayi, però el 1948 l'abandonà per dedicar-se a l'ensenyament. El 1953 fou destinat a la Inspecció d'Ensenyament i va encoratjar la revista Kurerera Imana (Educar per Déu). Aprofitant el ressentiment de la població hutu contra la minoria tutsi, va liderar el moviment d'emancipació hutu, fundant el Parti du Mouvement de l'Emancipation Hutu (Parmehutu) i va escriure el seu manifest bahutu el 1957.
En reacció, el 1959 els tutsis va fundar la Unió Nacional Ruandesa, integrada per aquells que desitjaven la independència immediata de Ruanda-Urundi basada en la monarquia tutsi existent. Aquest grup també es va militaritzar ràpidament. Es van iniciar escaramuaaws entre grups UNAR i PARMEHUTU. La campanya reeixida de Kayibanda va portar a la majoria hutu a poder per primer cop a Ruanda. L'octubre de 1960 fou nomenat primer ministre del govern provisional que havia de dirigir la transició cap a la independència.
El 1961 la monarquia ruandesa va ser dissolta, i Kayibanda va ser elegit president el 26 d'octubre. Durant els propers tres anys, Kayibanda va augmentar el seu poder pas a pas. El 1965 Parmehutu va ser l'únic partit legal del país. A les eleccions celebrades aquest any, Kayibanda va aparèixer sol en la papereta electoral per president. Va ser reelegit novament a les eleccions generals ruandeses de 1969, de nou com l'únic candidat. En ambdues eleccions només es va presentar una llista única dels candidats de Parmehutu. La constitució de Ruanda de 1962, promulgada pel règim de Kayibanda, prohibia les activitats comunistes i la propaganda dels colons belgues condicionava l'obtenció de la independència al rebuig del comunisme, en l'era del teló d'acer. El partit UNAR va amenaçar amb donar suport als belgues i adherir-se al comunisme.
Kayibanda va seguir una política exterior pro-occidental i anticomunista. Ruanda va tenir relacions cordials amb la República de la Xina, tot criticant fortament les polítiques de República Popular de la Xina a Àfrica. El govern de Kayibanda va adoptar en general una política de neutralitat en el conflicte araboisraelià i a la guerra de Vietnam.
El 5 de juliol de 1973, el ministre de Defensa, general Juvénal Habyarimana va enderrocar Kayibanda en un cop d'estat militar. Encara que es va descriure incruent, a conseqüència del cop d'estat, s'estima que es van executar 55 persones, majoritàriament oficials, advocats o empresaris propers al règim anterior. Les famílies d'aquestes persones van rebre sumes de diners per pagar el seu silenci. El nou govern va mantenir Kayibanda i la seva dona en una ubicació secreta (es rumorejava que era una casa propera a Kabgayi), on van morir de fam.